# Ruizia; Monografías del Jardín Botánico
Ruizia; Monografías del Jardín Botánico, abreviado como Ruizia, é uma publicação não periódica, editada pelo Real Jardim Botânico de Madrid. Diferencia-se da publicação Anales del Rea Jardín Botánico por publicar trabalho com maior extensão e que não se adequam ao formato desta última. As duas publicações partilham o mesmo procedimento de revisão.
O nome é derivado do botânico Hipólito Ruiz. Em Dezembro de 2014 tinha 20 volumes editados.